# Progonia reniferalis
Progonia reniferalis är en fjärilsart som beskrevs av George Francis Hampson 1896. Progonia reniferalis ingår i släktet Progonia och familjen nattflyn. Inga underarter finns listade i Catalogue of Life.